# 銭道戢
銭 道戢（せん どうそう、511年 - 573年）は、南朝梁から陳にかけての軍人。字は子韜。本貫は呉興郡長城県。

## 経歴
梁の漢寿県令の銭景深の子として生まれた。陳霸先の従妹を妻に迎えた。大同8年（542年）、陳霸先の下で盧子略に包囲された広州を救援し、賓江県令に任じられた。紹泰2年（556年）、陳蒨の下で会稽郡の張彪を討ち、功績により直閤将軍の位を受け、仮節・員外散騎常侍・東徐州刺史に任じられ、永安県侯に封じられた。侯安都の下で3000の兵を率いて梁山に駐屯し、まもなく銭唐県令・余杭県令を兼ねた。
永定3年（559年）、臨川王陳蒨の下で南皖口に駐屯した。天嘉元年（560年）、剡県県令を兼ね、県の南の岩山に駐屯した。まもなく岩山に駐屯したまま、臨海郡太守となった。
天嘉2年（561年）、侯安都が留異を討つと、道戢は軍を率いて松陽に出て留異の後背を遮断した。天嘉3年（562年）、留異の乱が平定されると、道戢は功績により持節・通直散騎常侍・軽車将軍・都督東西二衡州諸軍事・衡州刺史に任じられ、始興郡内史を兼ねた。
太建元年（569年）、欧陽紇が広州で反乱を起こし、衡州を攻撃してくると、道戢は欧陽紇の軍を撃退した。都督の章昭達が兵を率いて欧陽紇を討つと、道戢はその下で歩軍都督となり、間道を通って欧陽紇の後背を遮断した。太建2年（570年）、欧陽紇の乱が平定されると、道戢は左衛将軍の号を受けた。
章昭達が後梁の蕭巋を討つと、道戢は陸子隆とともに別軍を率いて後梁の戦艦を焼き討ちし、安蜀城を攻め落とした。功績により散騎常侍・仁武将軍の位を加えられた。この年のうちに、仁威将軍・呉興郡太守に転じた。赴任しないうちに、使持節・都督郢巴武三州諸軍事・郢州刺史に転じた。太建5年（573年）、呉明徹による北伐がおこなわれると、道戢は儀同の黄法𣰰とともに歴陽を包囲して陥落させた。功績により雲麾将軍の位を加えられた。この年の11月、病のために死去した。享年は63。諡は粛といった。
子の銭邈が後を嗣いだ。

## 伝記資料
- 『陳書』巻22 列伝第16
- 『南史』巻67 列伝第57